# Здобич (фільм, 1983)
Здобич (англ. The Prey) — американський фільм жахів режисера Едвіна Брауна 1983 року.

## Сюжет
Група підлітків йде в похід до закинутого літнього табору в лісах. Дорогою вони обговорюють своє любовне життя, а їх, як водиться, потім одного за іншим вбиває якийсь вбивця вельми неприємної зовнішності.

## У ролях
- Деббі Тайресон — Ненсі
- Стів Бонд — Джойл
- Лорі Летін — Боббі
- Роберт Волд — Скіп
- Гейл Канні — Гейл
- Філіп Венкас — Грег
- Джексон Боствік — Марк O'Брайн
- Джекі Куган — Лестер Тіл
- Конні Гантер — Мері Сільвестер
- Тед Гейден — Френк Сільвестер
- Геррі Гудроу — сержант Персонс
- Карел Стрейкен — монстр